# Cot Leusong
Cot Leusong is een bestuurslaag in het regentschap Bireuen van de provincie Atjeh, Indonesië. Cot Leusong telt 395 inwoners (volkstelling 2010).